# Rynek w Bremie

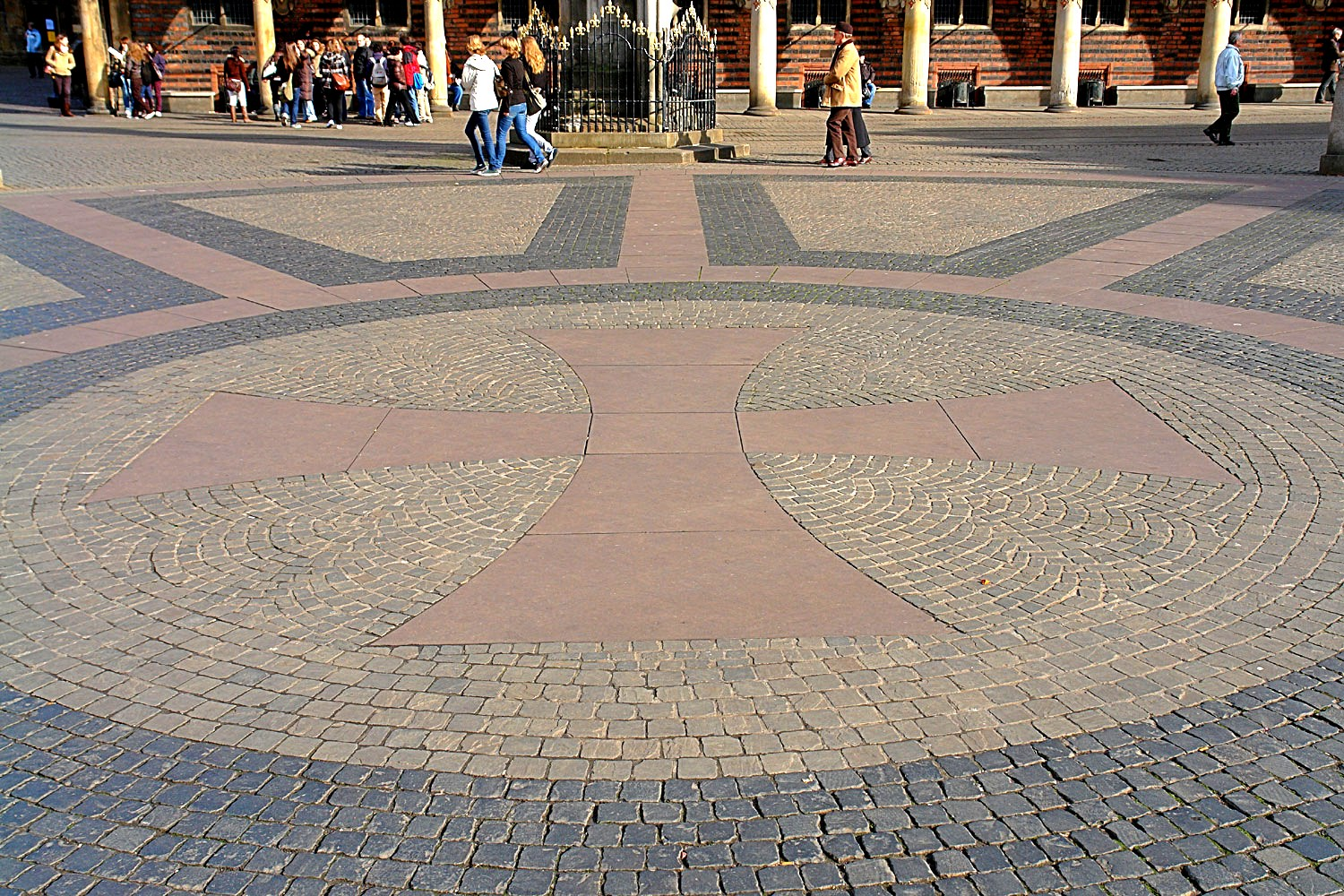
Krzyż hanzeatycki

Rynek w Bremie (niem: Bremer Marktplatz) – główny plac położony w centrum hanzeatyckiego miasta Brema, w Niemczech. Jest jednym z najstarszych placów w mieście i zajmuje powierzchnię 3484 m². Obecnie Nie jest już on wykorzystywany jako miejsce targów i jarmarków, z wyjątkiem Weihnachtsmarkt oraz corocznego Freimarkt odbywającego się na koniec października.

## Historia
Rynek datowany jest na 1404, kiedy wybudowano bremeński ratusz. Wcześniej targi odbywały się na placu przez kościołem NMP. Posąg Rolanda wzniesiono również w tym samym roku. W następnych latach powstał kamienny mur między zewnętrznym i wewnętrznym obszarem placu. Wewnętrzna przestrzeń w formie koła została wykorzystana jako miejsce targów. Powodowało to, że z rynku mogli korzystać jedyni ci kupcy, którzy mogli przedostać się swoimi wozami przez 7 bram wjazdowych.
W połowie XVIII wieku, wyburzono kamienny mur i zastąpiono go rzędem kolumn. Jednocześnie rynek stracił swoją wyjątkową wagę jako ośrodek handlu i rzemiosła, chociaż w dalszym ciągu był on wykorzystywany w tym celu przez następne dekady. W 1836 roku plac wyłożono piaskowcem. Na środku placu utworzono wzór krzyża hanzeatyckiego. W 2002 roku rynek przeszedł gruntowną modernizację.

## Budynki
Zespół budynków wokół Rynku w Bremie jest uważany za jeden z najpiękniejszych w Niemczech. W lipcu 2004 r. wraz z Posągiem Rolanda i Ratuszem został wpisany na Listę Światowego Dziedzictwa UNESCO.
- Am Markt 1: Rathscafé/Deutsches Haus, 1908–1911
- Am Markt 9: Haus Jonas und Kaune, 1600 i 1955
- Am Markt 11: Raths-Apotheke, 1893–1894 i 1957/58
- Am Markt 12: Sparkasse am Markt, 1755 i 1958
- Am Markt 13: Schütting, 1537–1538
- Am Markt 14, 15 and 16: Bankhaus Neelmeyer, Wilckens’sches Haus, Bremische Hypothekenbank, Geschäftshaus „Zum Roland“, Niedersaechsische Bank
- Am Markt 17: Medizinisches Warenhaus, 1950
- Am Markt 18: Eduscho-Haus, Bankhaus Carl F. Plump & Co., 1952–1953
- Am Markt 19: Bankhaus Carl F. Plump & Co., 1960
- Am Markt 20: Haus der Bürgerschaft (parliament building), 1962–1966
- Am Markt 21: ratusz, Nowy Ratusz, Bremen Ratskeller od 1440 do czasów obecnych
- Marktstraße 3: Dom C izby handlowej, 1956
- Am Dom 1: katedra Świętego Piotra, od 1041 do czasów obecnych
- Am Dom 2: Küsterhaus, 1926–1928
- Am Dom 5A: Börsenhof A, część nowej giełdy (Neue Börse)
- Böttcherstraße 1, 2, 3, 4, 5, 6, 7, 8 and 9: 1922–1931
- Langenstraße 2, 4, 6 and 8: dawniej Disconto-Bank, obecnie Kontorhaus am Markt mit Ladenpassage, 1910/12 und 2001/02
- Langenstraße 13: Stadtwaage (Dom Wagi), Günter-Grass-Stiftung i Deutsche Kammerphilharmonie Bremen